# Under en filt i Madrid
Under en filt i Madrid är en svensk sång skriven av Claes Eriksson, och inspelad/framförd av Galenskaparna och After Shave. Sången framfördes i radioprogrammet En himla många program från 1984, och i revyn Cyklar från 1985. 
Flera orter nämns i sången. Sången, som i presentationen sägs vara skriven av "Jacques Brel...s bror, Kjell Brel", är en parodi på en typisk Brel-sång som ofta är berättande, lång och utan tydlig struktur och slut. Alldeles särskilt torde den syfta på Amsterdam. 
"Under en filt i Madrid" låg på Svensktoppen i nio veckor under perioden 21 februari 1988–17 april 1988, med sjätteplats som högsta placering.